# Mudéjar

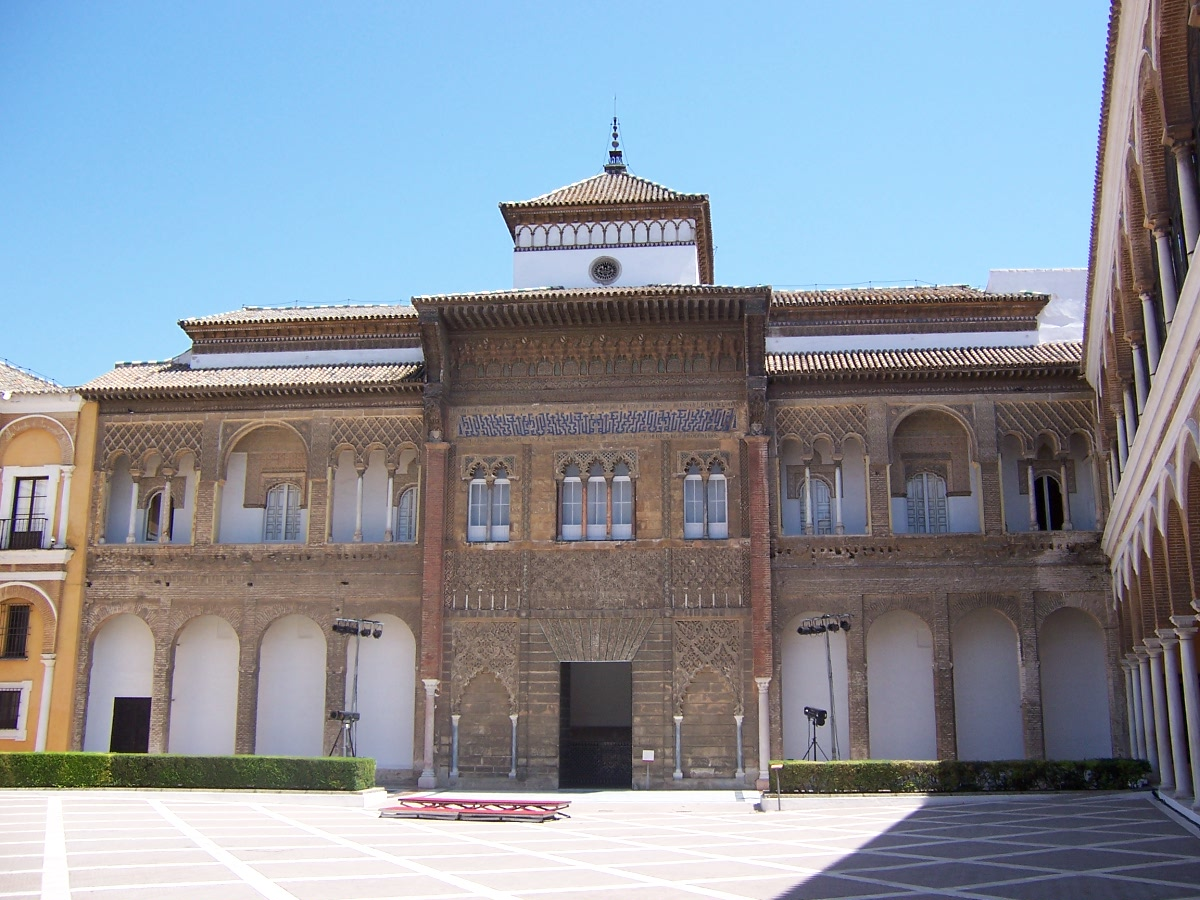
Arte Mudéjar presso l'Alcázar di Siviglia

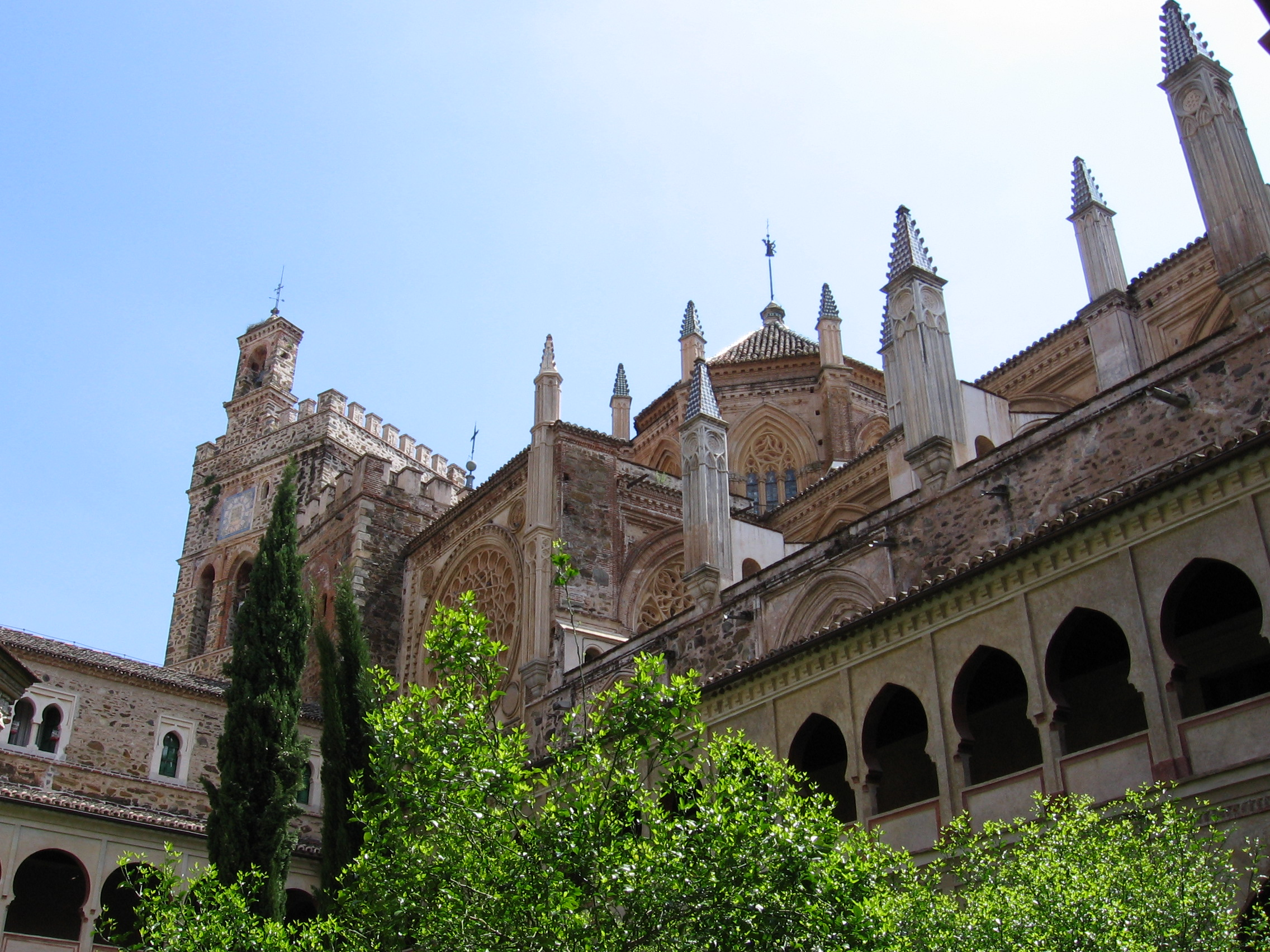
Il monastero di Guadalupe

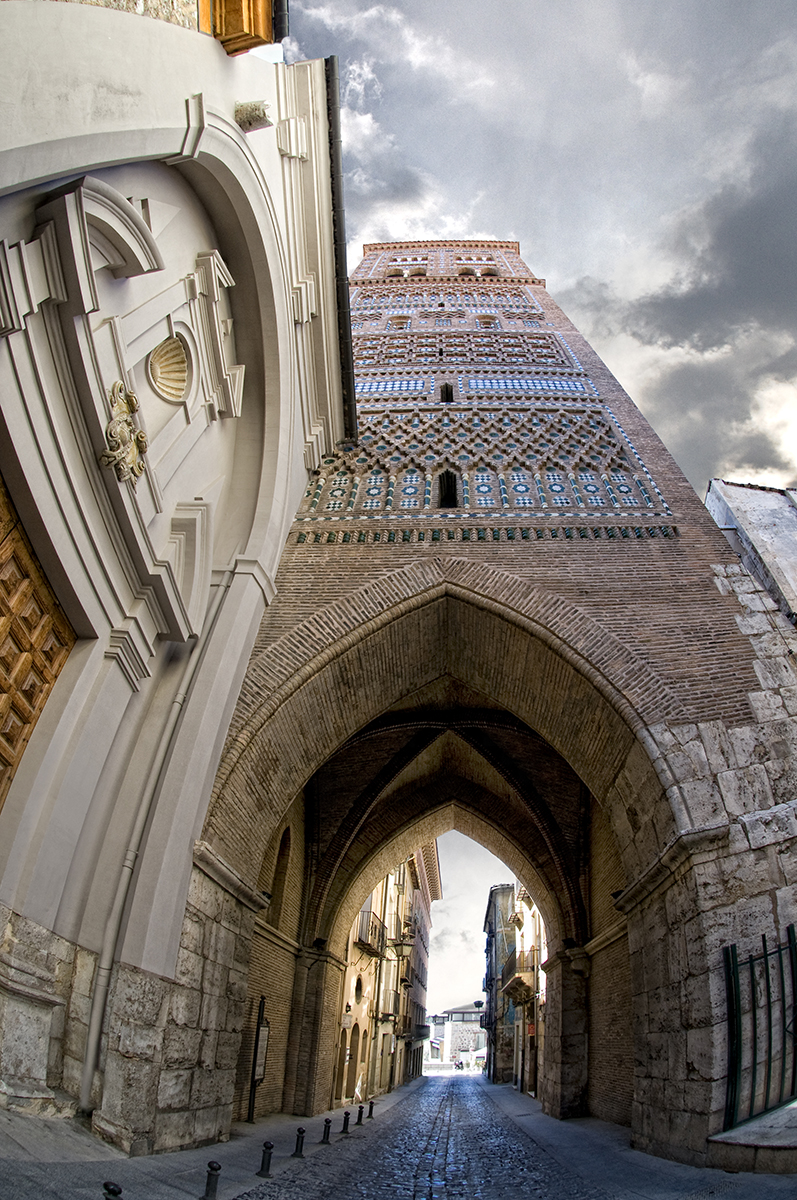
Torre del Salvador, Teruel.

Mudéjar, raramente adattato in italiano in mudegiaro, è un termine spagnolo derivato dalla parola araba mudajjan, che significa "reso domestico, ritardatario, che ha avuto il permesso di rimanere, tributario". Si riferisce a quei musulmani che rimasero a vivere nei territori della penisola iberica dopo la Reconquista cristiana, terminata nel 1492 con la caduta del Sultanato di Granada. 
A tali persone fu inizialmente permesso - in base al Trattato di Purchena (1489) - di mantenere la propria cultura, la propria lingua e la propria religione ma, già entro la fine del XV secolo, ebbe inizio un processo per cui i mudéjar dovettero convertirsi al Cristianesimo e parlare il castigliano o il portoghese. Da allora vennero chiamati moriscos.

## Storia
Al principio era loro permesso di praticare la religione islamica, utilizzare la loro lingua e mantenere i propri costumi. Essi si organizzarono in comunità denominate aljamas, con diversi gradi di autogoverno a seconda delle condizioni di reddito o di subordinazione: nel caso delle Baleari, schiavitù totale, in altri casi, il vincolo in condizioni di servitù della gleba. A Valencia esistevano i moros paliers (protettori del re) e altri con minor grado di protezione (decimati e quintati).
In gran maggioranza di condizione sociale umile, erano contadini con uno speciale vincolo all'agricoltura irrigua (orticoltura, terreni in declivio) o artigiani specializzati (muratori, tessitori, lavoratori del cuoio e della seta). Con il tempo le condizioni di convivenza e di tolleranza divennero più dure, i contatti sociali ed economici fra le comunità si ridussero; alla tradizionale separazione della macelleria (basata su uno speciale metodo di macellazione) si aggiunse il divieto di contatti professionali e di matrimoni misti.
Le rivolte dei mudéjar furono numerose a partire dal XIII secolo e provocarono lo spopolamento di alcune zone (valle del Guadalquivir, nord dell'Alicante), anche se si mantennero in altre, soprattutto nel Levante, tanto quello castigliano (Murcia), come in quello aragonese (resti del regno di Valencia - Dénia, Játiva, Segorbe -, e inclusa la valle dell'Ebro - Borja, Tarazona, Huesca, Teruel, Saragozza, Calatayud). Alla fine del Medioevo essi rappresentavano circa l'11% della popolazione della Corona d'Aragona.
La guerra di Granada (1482-1492) procurò il definitivo ampliamento del concetto di mudéjar a tutti i musulmani della penisola. Inizialmente le condizioni di reddito consentivano loro di continuare a praticare la religione islamica, ma l'inosservanza delle condizioni pattuite da parte dei cristiani diede origine ai primi conflitti. A partire dalla rivolta di Albaicín e da quella dei mudéjar di Granada nel 1499, essi furono costretti, dal decreto di Granada del 1502, a convertirsi al cristianesimo, divenendo di conseguenza chiamati moriscos, che a parte questo, continuarono a vivere con i loro diversi costumi e a praticare clandestinamente la religione islamica. 
La rivolta di las Alpujarras (1568) portò alla dispersione dei moriscos di Granada all'interno della Castiglia (non così quelli orientali) e l'impossibilità d'integrazione e il sospetto di connivenza con i pirati barbareschi condussero alla decisione di espellere i moriscos nel 1609, anche se poi i suoi effetti reali furono scarsi.

## Arte mudéjar
Da questo termine ha preso spunto l'arte mudéjar, uno stile cristiano che incorpora elementi di ispirazione araba, stile che è rimasto circoscritto alla penisola iberica.

### Galleria d'immagini

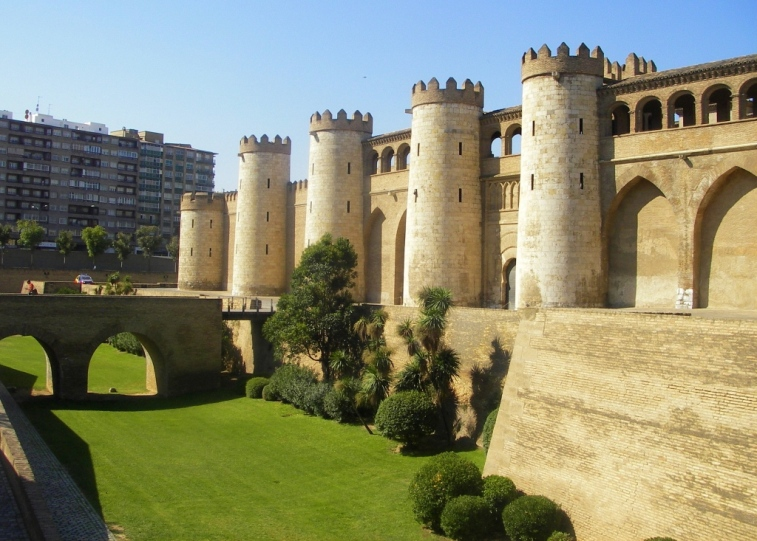
Aljafería, Saragozza.
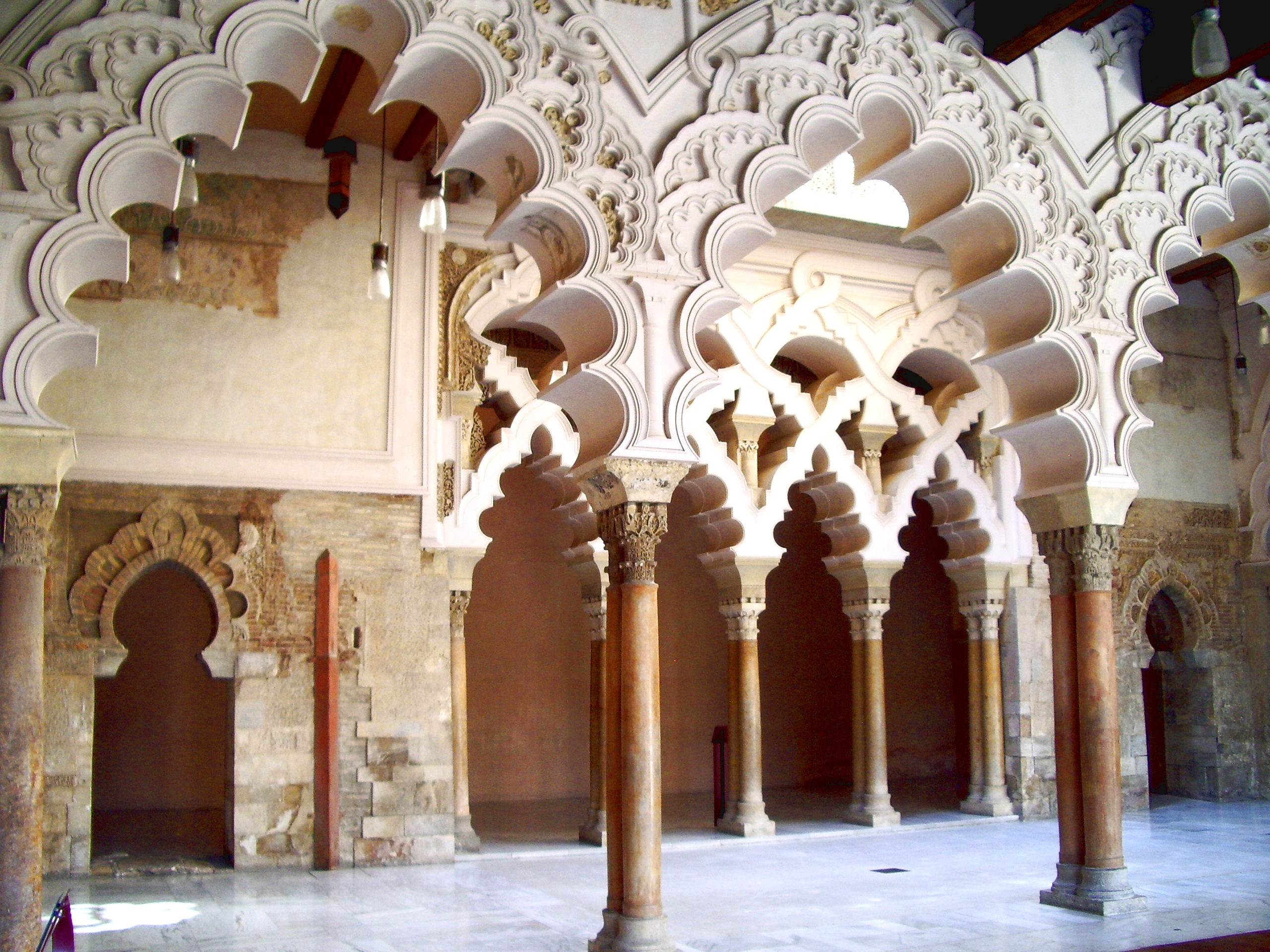
Interni dell'Aljafería
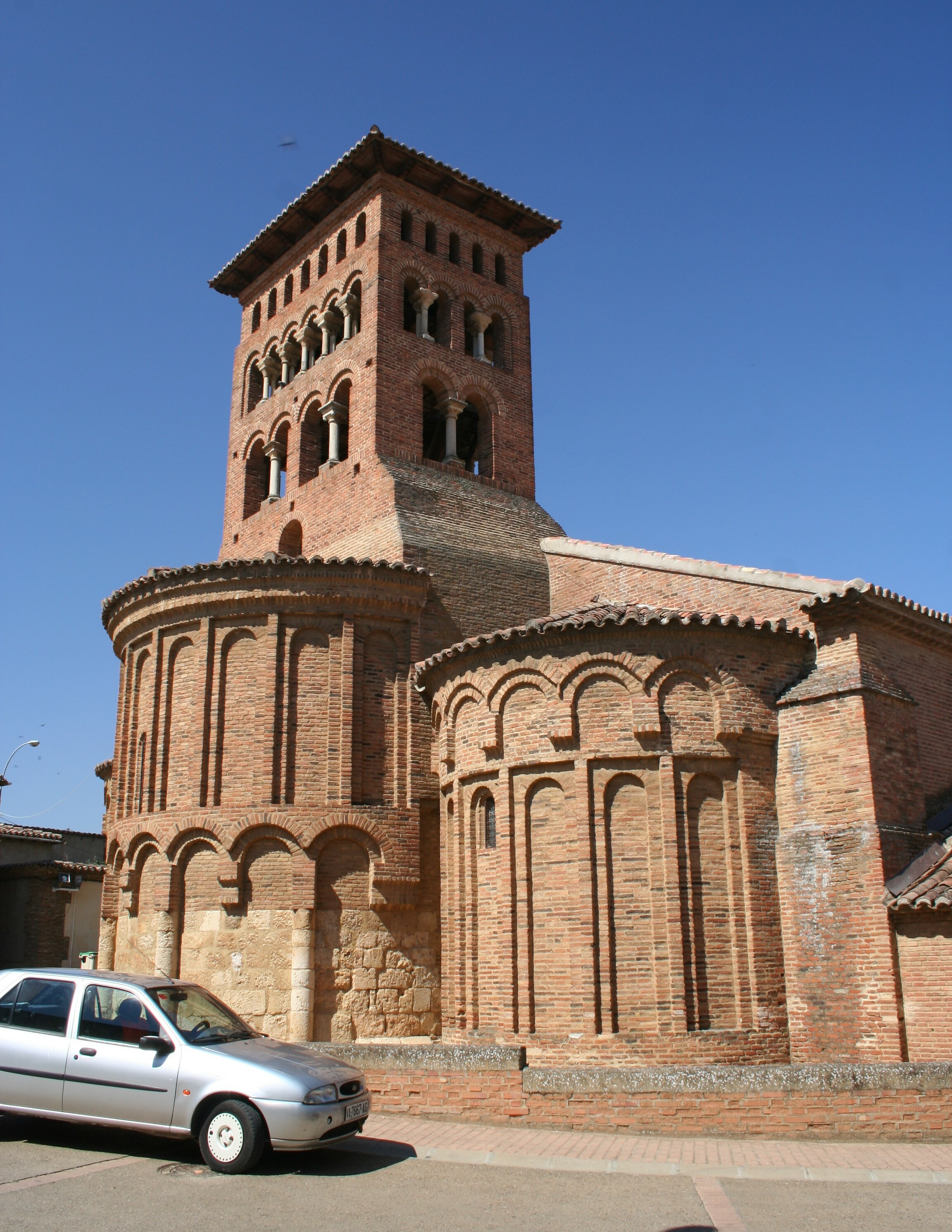
Chiesa di San Tirso, Sahagún.
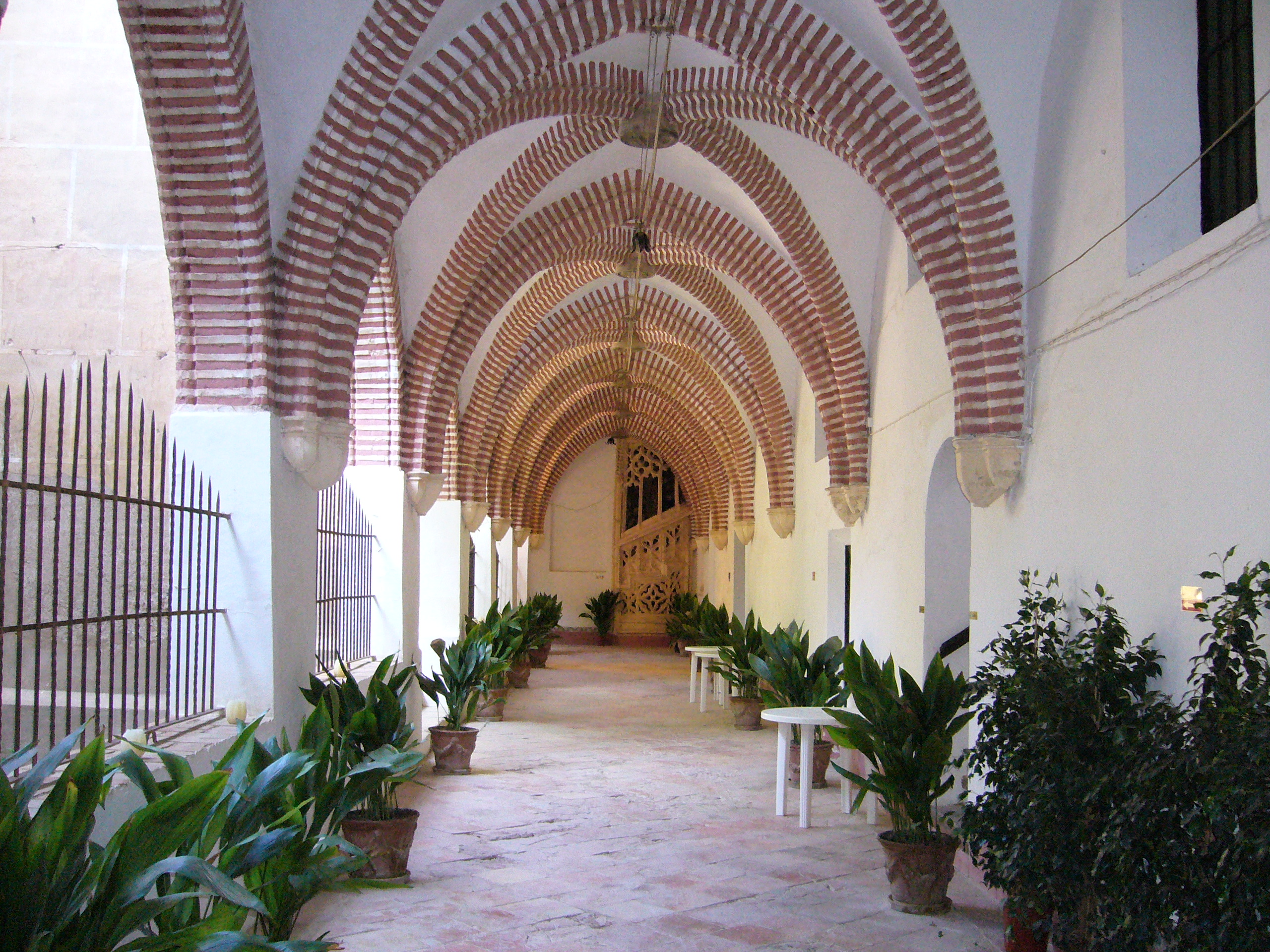
Chiostro del Monastero di San Girolamo di Cotalba
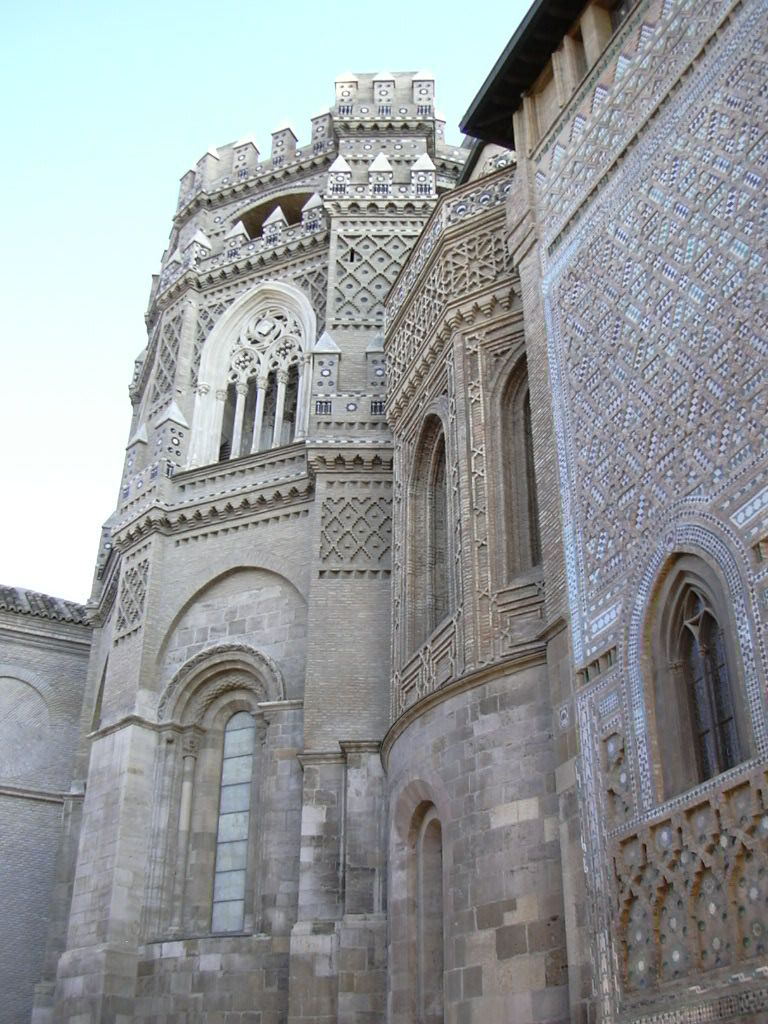
L'arte mudejar spesso si combina con altri stili come il gotico: La Seo di Saragozza.
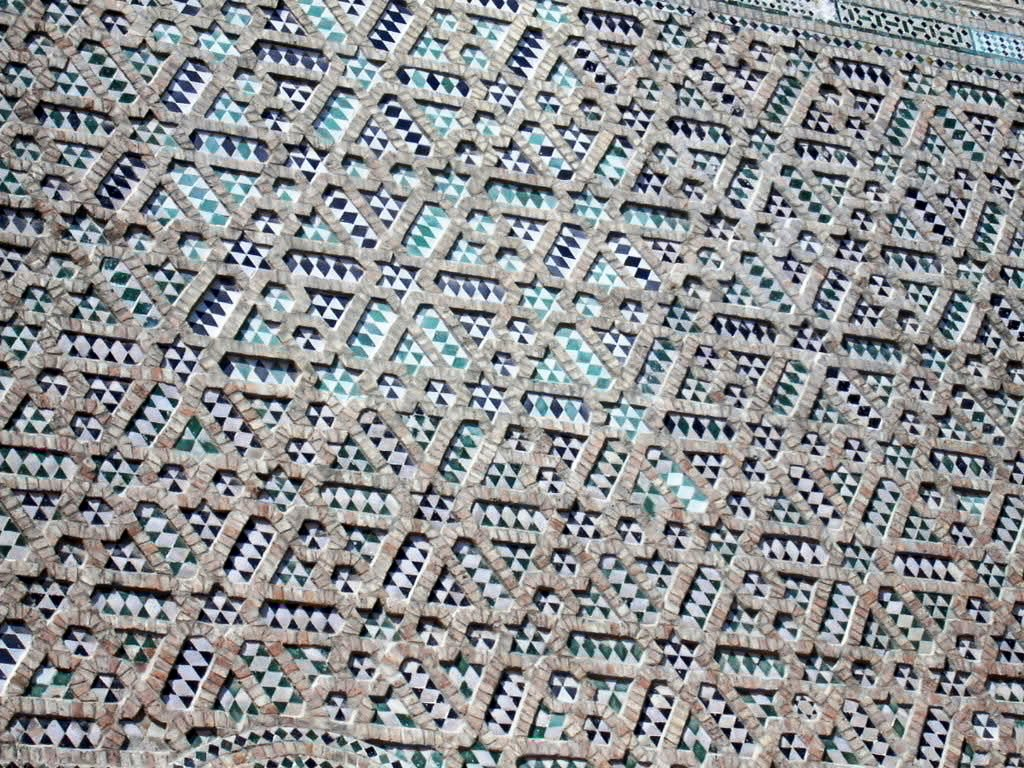
La Seo - Il muro della Parroquieta.
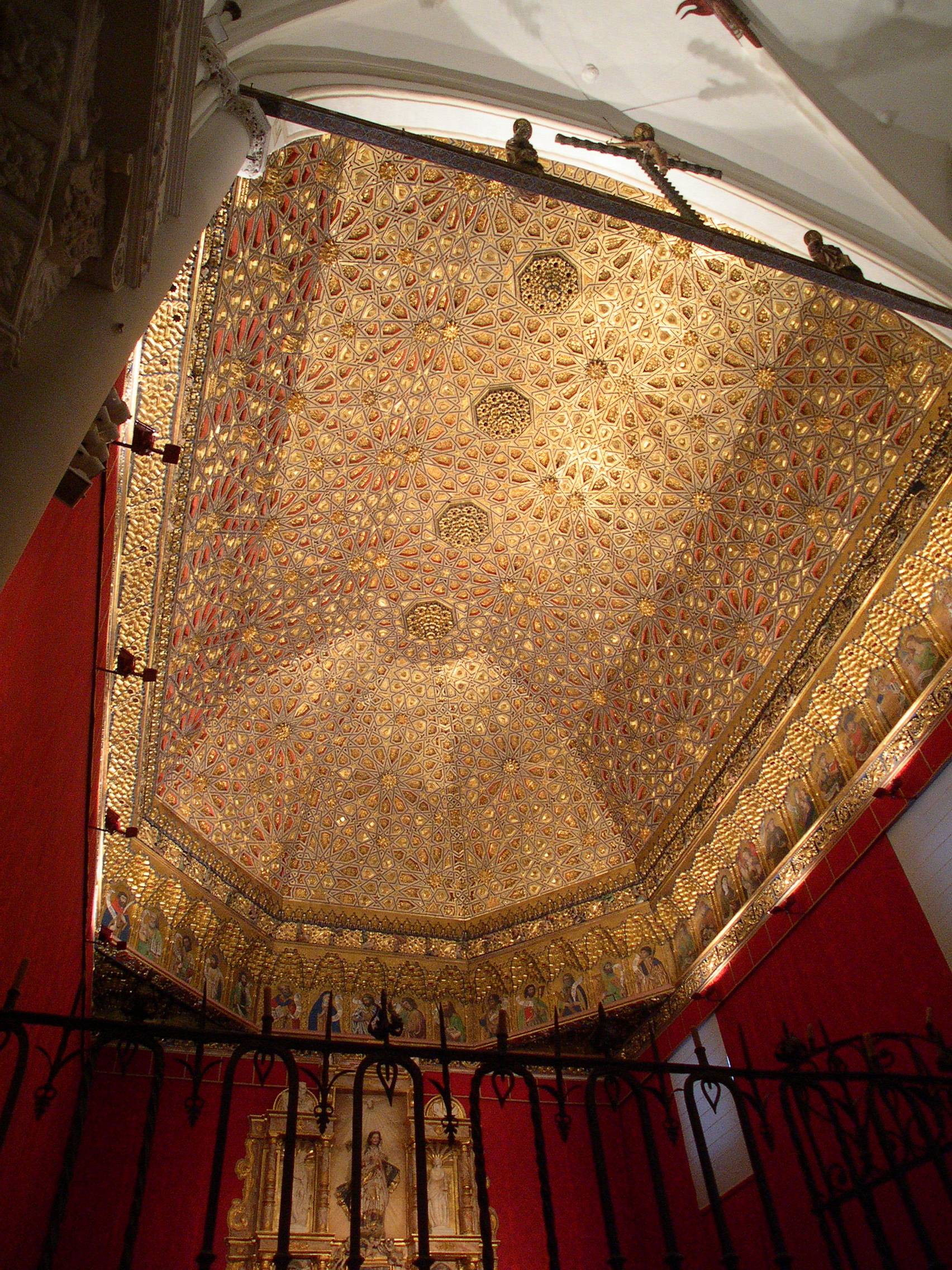
Monastero di Santa Clara a Tordesillas, caratteristico soffitto artesonado.
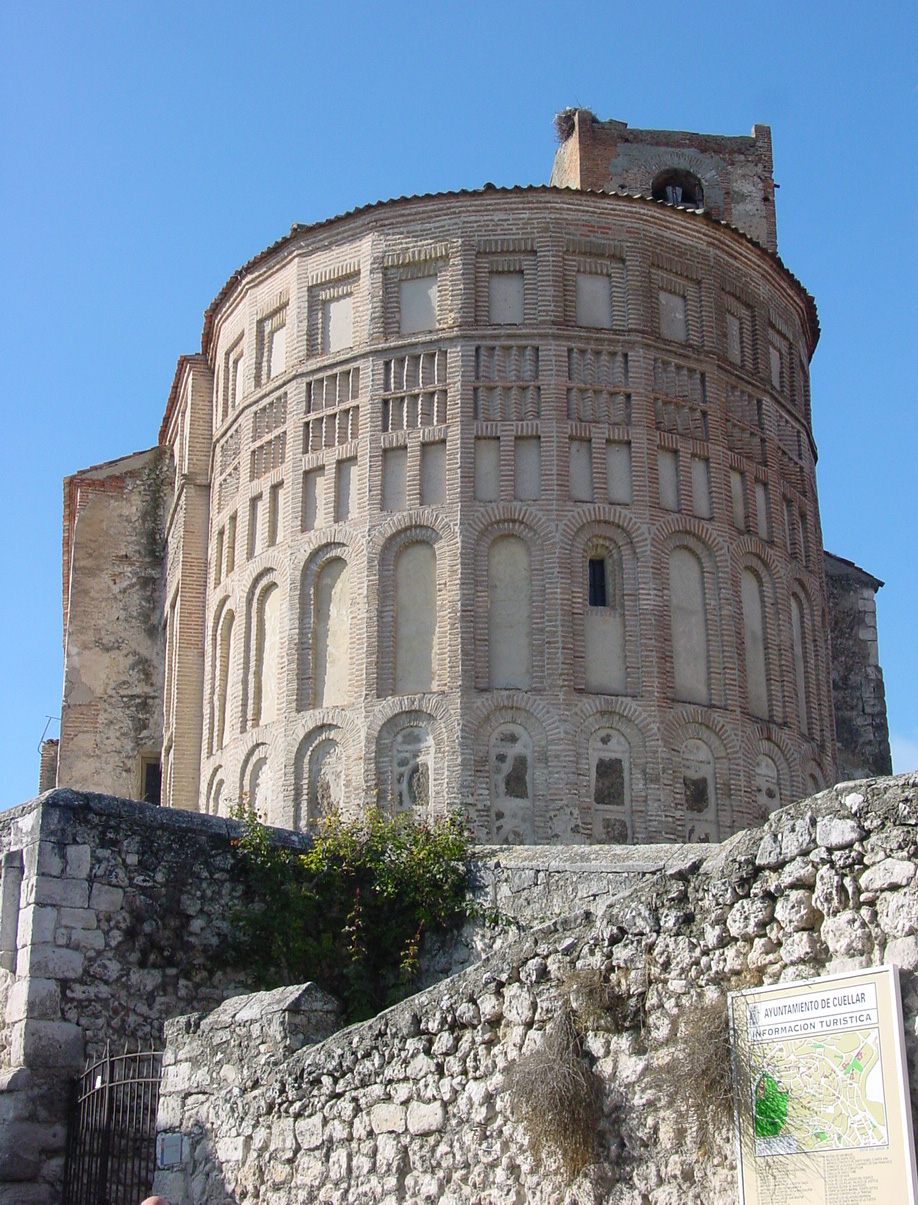
San Esteban, a Cuéllar
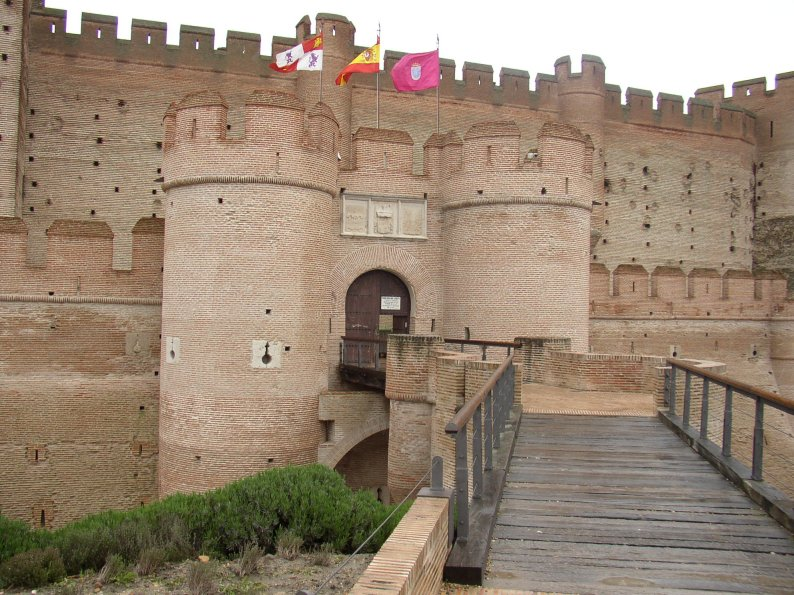
Castello mudéjar di La Mota, a Medina del Campo
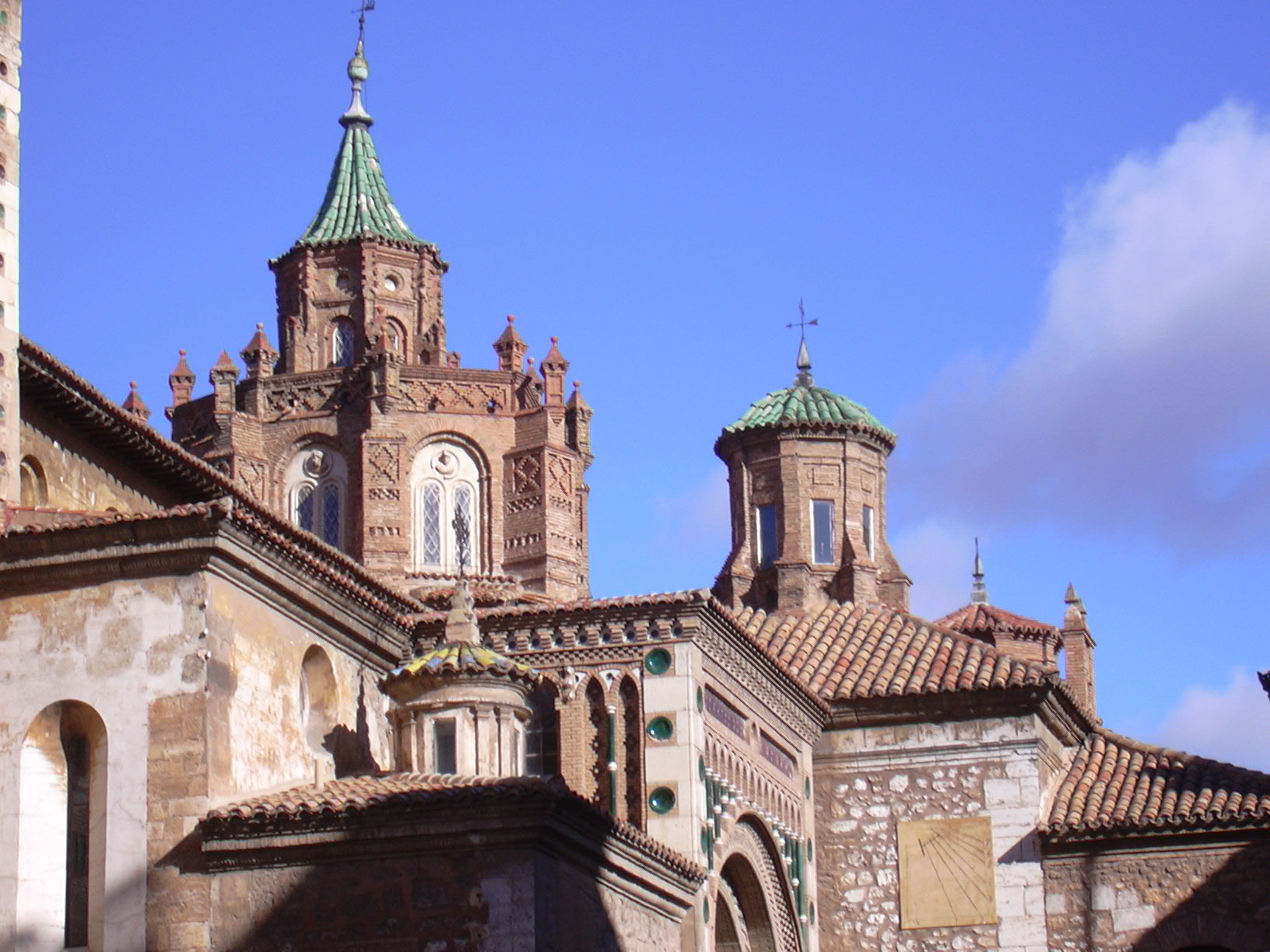
Cattedrale di Teruel
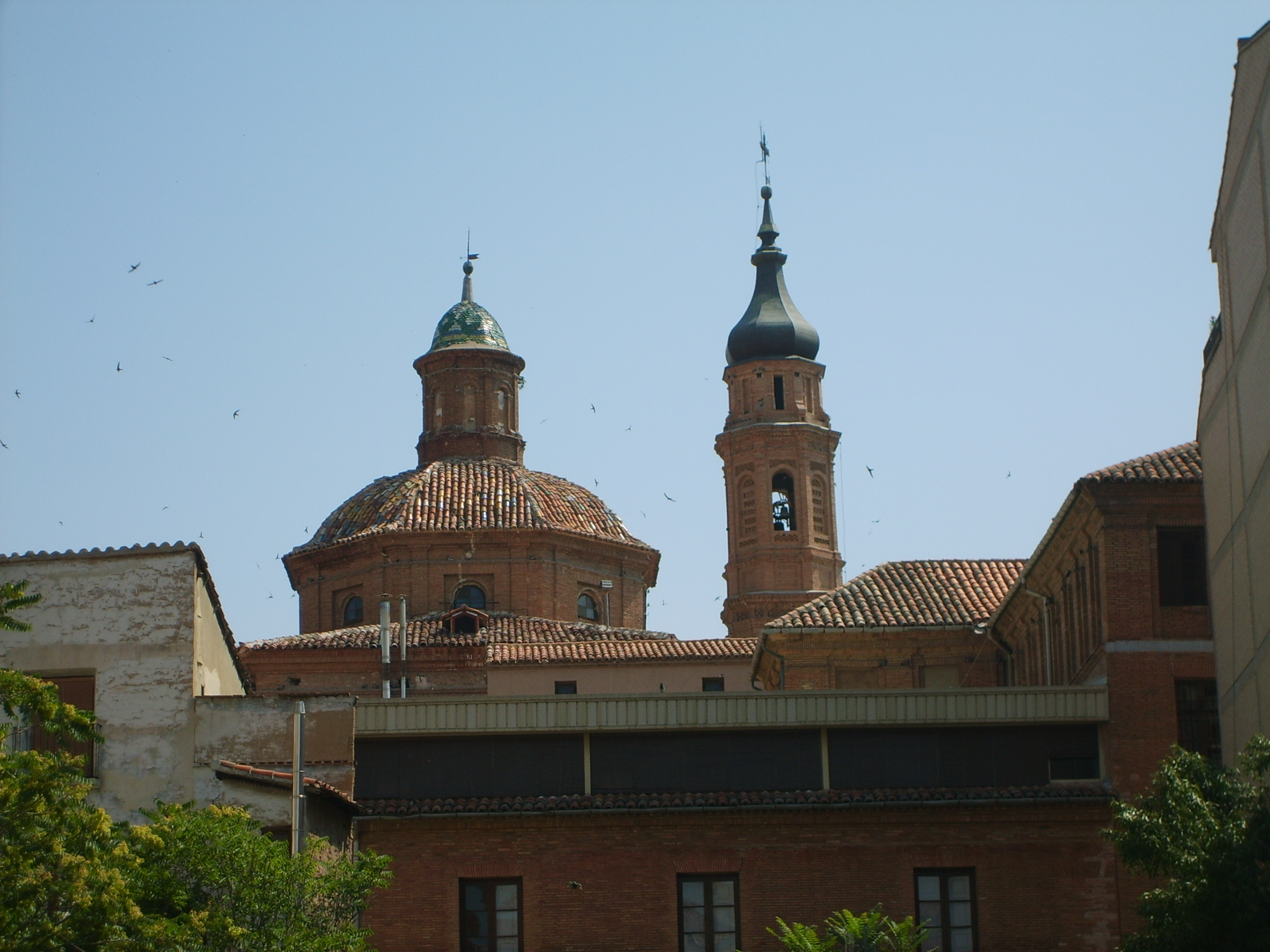
Cupola della chiesa di San Juan a Calatayud
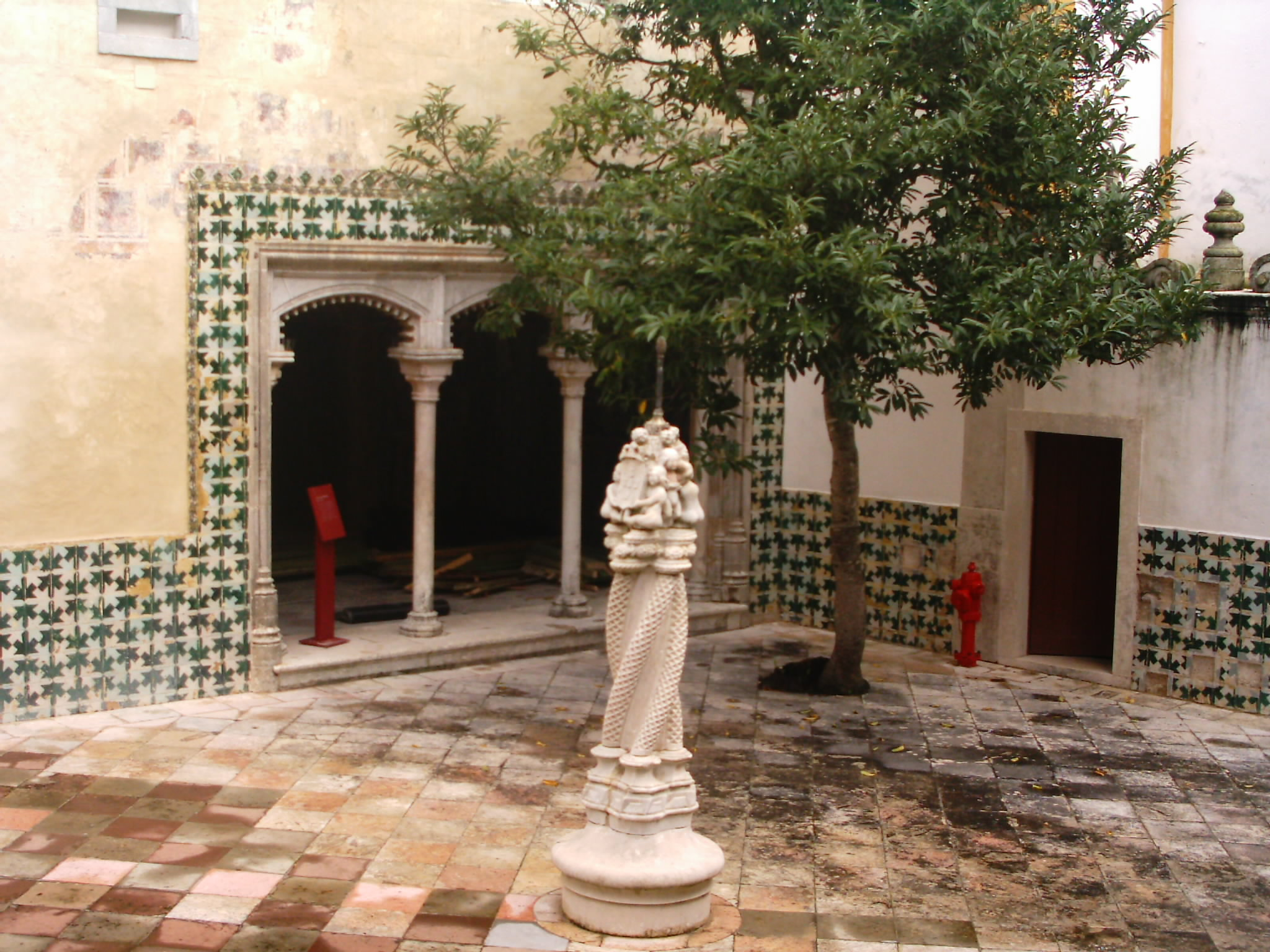
Cortile centrale del Palazzo Nacional de Sintra (Portogallo), con piastrelle ed archi mudéjar
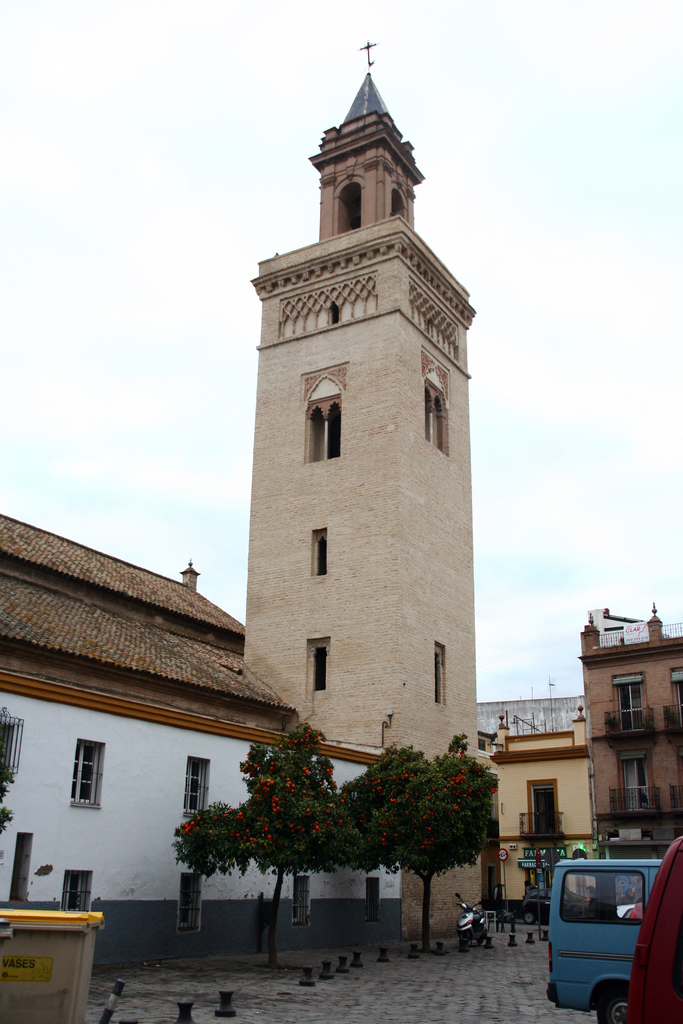
Chiesa di San Marcos, Siviglia